# Néfrousy
Néfrousy est une ancienne ville égyptienne située au nord des villes modernes d'El Ashmunein et d'El Quseyya. 
Elle est connue pour être le site de la bataille de Néfrousy entre les forces de Kamose et Hyksôs, qui a vu la première utilisation attestée de chars dans l'histoire militaire de l'Égypte antique. Son emplacement a été suggéré par Gaston Maspero pour être dans le village moderne d'Etlidem, situé à 27 km au sud de Minya, et par Georges Daressy pour être au village moderne de Balansourah sur le canal de Bahr Yussef, à 12 km à l'ouest d' Abou Qirqas.  
Néfrousy est attestée pour la première fois dans une tombe à Hebenou dans l'Ancien Empire où Hathor, la maîtresse de Néfrousy est mentionnée. Au Moyen Empire, l'endroit est mentionné à plusieurs reprises dans les tombeaux de Beni Hassan où Hathor, dame de Néfrousy est également mentionnée. Hetepet, épouse du prince Amenemhet était un prêtre d'Hathor de Néfrousy. Sous Téti, fils de Pépi, Néfrousy est décrite dans la stèle victorieuse de Kamose comme un « nid d'Asiatiques ». Kamose a détruit Néfrousy lors de sa campagne contre les Hyksôs. D'autres  maires y résidaient dans le Nouvel Empire, Iuno, Mahu, Iamunefer, Pahahauti sont connus par leur nom.  
| F35 | G43 | S29 | O49 |

| F35 | G43 | S29 | O49 |

| F35 | G43 | S29 | O49 |

| F35 | G43 | S29 | O49 |

| F35 | I9 · D21 | V1 · S29 | Z4 · O49 |

| F35 | I9 · D21 | V1 · S29 | Z4 · O49 |

| F35 | I9 · D21 | V1 · S29 | Z4 · O49 |

| F35 | I9 · D21 | V1 · S29 | Z4 · O49 |

| F35 | G43 | O34 · O49 |

| F35 | G43 | O34 · O49 |

| F35 | G43 | O34 · O49 |

| F35 | G43 | O34 · O49 |

| F35 | I9 · D21 | O34 · X1 · O49 |

| F35 | I9 · D21 | O34 · X1 · O49 |

| F35 | I9 · D21 | O34 · X1 · O49 |

| F35 | I9 · D21 | O34 · X1 · O49 |